# Micrófono de zona de presión

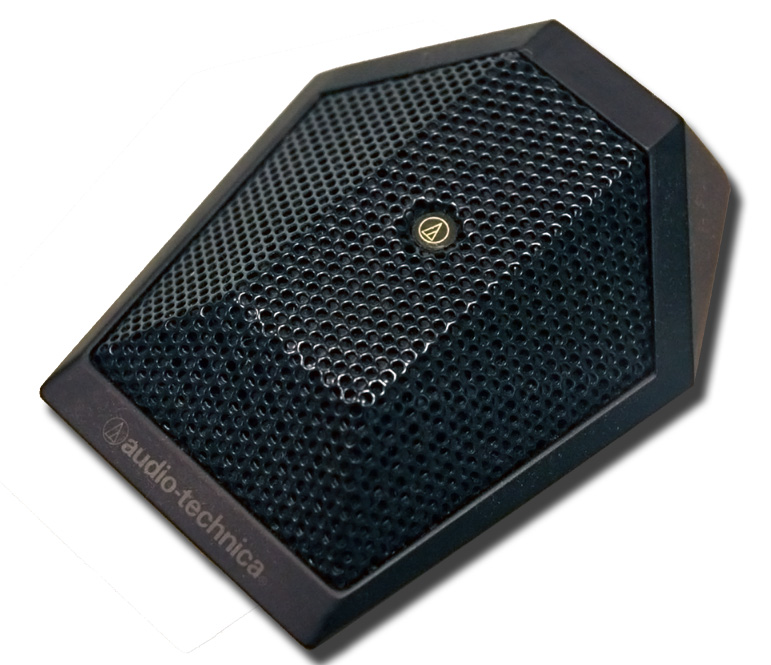
Micrófono de zona de presión.

Los micrófonos de zona de presión (PZM Pressure Zone Microphone) captan el sonido proveniente de todas las direcciones, por lo que son omnidireccionales (con diagrama polar circular). Esto supone un inconveniente, dado que no es aconsejable su uso cuando hay altavoces cerca, pues se acopla.

## Características
El micrófono de zona de presión consta de dos partes: la cápsula microfónica propiamente dicha y reflector parabólico de unos 15 cm de diámetro. La cápsula microfónica está separada 2 o 3 mílimetros del plato. La cápsula es una cavidad rígida (cerrada) con una única apertura en su parte superior, que es por donde llegaran las ondas sonoras. 
El micrófono se coloca de modo que la abertura queda mirando al plato o reflector paraboloide, mientras que la parte cerrada queda en dirección a la fuente sonora. Los frentes de onda llegaran al reflector que lo recoge y los redirige hacia la cápsula.
Se fija al suelo, mesa, pared y se usa normalmente para destacar ruidos reflejados por el entorno. No obstante, no se trata de un micrófono de contacto, como los utilizados en la tecnología MIDI (pastillas de guitarra, etc), pues, ni se coloca directamente sobre la fuente sonora, ni capta las vibraciones superficiales. 
Su principal inconveniente es que produce coloración en las frecuencias altas (agudos), por reforzamiento de fase producido por las reflexiones
Por lo general, se trata de cápsulas electret. Aunque también pueden ser cualquier otro tipo de cápsula.
El llamado micrófono de corbata suele ser un micrófono de zona de presión, también denominado impropiamente con el anglicismo "Lavalier".